# 位置天文学
位置天文学 （いちてんもんがく、英語: position astronomy, positional astronomy） は、天文学の一分野。恒星や他の天体の位置、距離、運動を扱う。位置天文学の成果の一部は宇宙の距離梯子を決めるのに役立っている。
位置天文学には天文学者が観測結果を記述する際の座標系を与えるという基本的な役割があるが、これとは別に、天体力学、恒星系力学、銀河天文学といった分野において根本的に重要な役割を果たしている。観測天文学においては、移動する恒星状天体を同定する際に位置天文学の手法が欠かせない。位置天文学はまた時刻を管理する際にも使われる。現在の協定世界時（UTC）は、国際原子時（TAI）を地球の自転に同期させることで得られているが、この地球の自転は位置天文学の手法を用いて精密に観測されている。

## 歴史
位置天文学の発展の歴史を概観すると以下のようになっている。
古代、時刻は日時計で測られていた。位置天文学は自然科学の最古の分野の一つである。位置天文学の歴史は古代ギリシアのヒッパルコスまで遡ることができる。彼は夜空に見える恒星を観測し、最初の星表を編纂した。またその過程で星の明るさを表す等級の仕組みを定めた。この等級は基本的な考え方を変えることなく現代でも使われている。天球上の天体間の角度を計測するためにアストロラーベが発明され、位置天文学の問題を解くために球面幾何学が発展した（球面天文学）。

さらに、六分儀の発明によって、天球上の角度の計測精度が飛躍的に向上した。
近代の位置天文学はベッセルによって創始された。ベッセルは Fundamenta astronomiae （『天文学原論』） という書物を出版し、この中でブラッドリーが1750年から1762年までの間に観測した3,222個の恒星に対して平均位置を与えた（地球の年周運動によって、恒星の視位置が微妙に変動するため）。

## 現代
ケフェイドを使って天体までの距離を測る手法が確立されたことによって、20世紀に入るとハッブルが星雲の一部が銀河系の外にあることを発見した。ハッブルはさらに、より遠くの銀河までの距離をその星雲内のケフェイドを用いて測定し、これとその星雲との赤方偏移の大きさとを比較することでハッブルの法則を見出し、宇宙膨張の観測結果からの裏付けを行った。
1989年から1993年にかけて、欧州宇宙機関（ESA）の ヒッパルコス衛星が初めて宇宙から恒星の精密な位置測定を行った。これによって約12万個の恒星について20-30ミリ秒の精度でその位置が得られた。
現在では、地球近傍天体の追跡や太陽系外惑星の検出に位置天文学の手法が用いられている。一例として、NASA の宇宙干渉計計画（Space Interferometry Mission、略称：SIM）では、恒星の周囲を回る巨大ガス惑星や近傍の地球型惑星を検出する計画が進められている。
また、望遠鏡やコンピュータの発達及び安価な CCD（電荷結合素子）カメラの出現によって、アマチュアによる大規模な小惑星観測なども行われている。
さらに天体物理学の分野でも、パルサーの移動速度を測定することによって超新星爆発の非対称性を調べたり、銀河内のダークマターの分布を決定するために位置天文学的手法が使われている。

### 二体問題への応用
観測結果から天体の軌道決定を行う場合、通常、それが二体の場合は問題がなかった。ところが、位置天文的連星やブラックホールなど伴星が見えない場合は、直接光学的な観測ができず概略的な数値しか求まらないと考えられてきた。しかし、2004年に弘前大学理工学部の浅田秀樹らにより、このような不可視伴星を持った連星系の二体の場合にも、軌道を厳密に決定する方法が発表された。